# 卡倫河副南鰍
卡倫河副南鰍（學名：Paraschistura pasatigris），為輻鰭魚綱鯉形目條鰍科副南鰍屬的其中一種。分布於亞洲伊朗Bala和Cholvar河流域，體長可達4.5公分，棲息在河川底層水域，生活習性不明。

## 扩展阅读
維基物種上的相關：卡倫河副南鰍